# 萨维尼亚克-莫纳
萨维尼亚克-莫纳（法語：Savignac-Mona，法語發音：[saviɲak mɔna]）是法国热尔省的一个市镇，属于欧什区。

## 地理
萨维尼亚克-莫纳（43°29'21"N, 1°0'28"E）面积6.87 平方千米，位于法国奧克西塔尼大區热尔省，该省份为法国西南部内陆省份，北起顺时针与洛特-加龙省、塔恩-加龙省、上加龙省、上比利牛斯省、大西洋比利牛斯省和朗德省接壤。
与萨维尼亚克-莫纳接壤的市镇（或旧市镇、城区）包括：塞斯萨韦斯、布拉盖拉克、萨博内尔、蒙布朗、尼扎、佩贝。

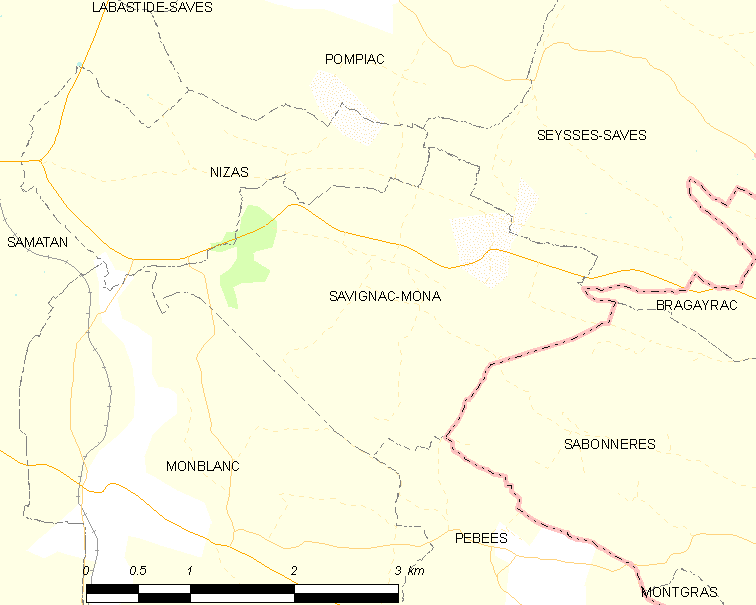
萨维尼亚克-莫纳的OSM定位图

萨维尼亚克-莫纳的时区为UTC+01:00、UTC+02:00（夏令时）。

## 行政
萨维尼亚克-莫纳的邮政编码为32130，INSEE市镇编码为32421。

## 政治
萨维尼亚克-莫纳所属的省级选区为萨沃河谷县。

## 人口

1962-2008年间萨维尼亚克-莫纳人口变化图示

萨维尼亚克-莫纳于2022年1月1日时的人口数量为145人。